# Viện Hàn lâm Khoa học Úc

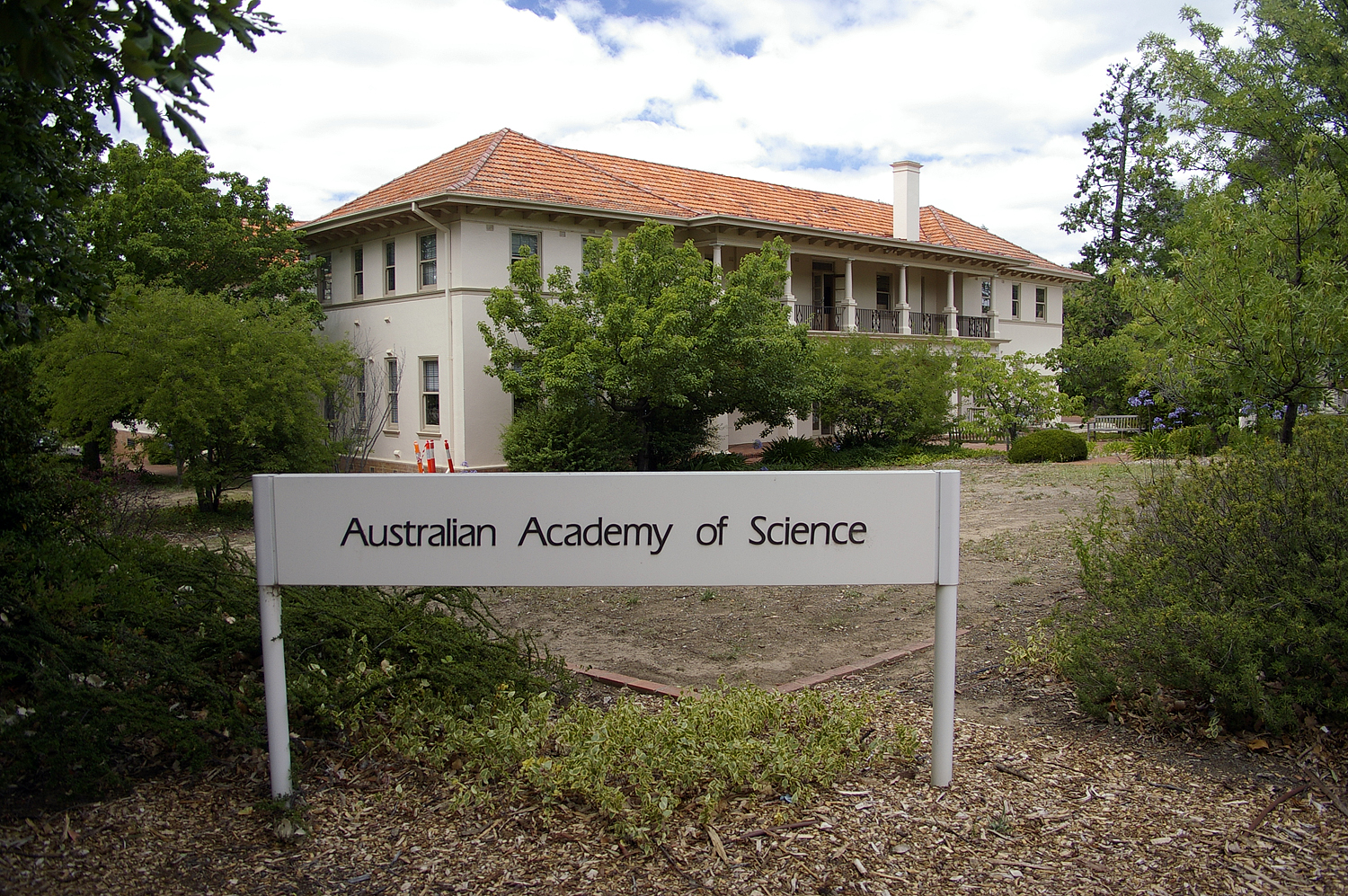
Nhà Ian Potter

Viện hàn lâm Khoa học Úc (tiếng Anh: Australian Academy of Science, viết tắt là AAS) được thành lập năm 1954 bởi một nhóm người Úc lỗi lạc, trong đó có Hội viên người Úc của Hội Hoàng gia Luân Đôn. Chủ tịch đầu tiên của Viện hàn lâm này là Sir Mark Oliphant.
Viện hàn lâm này được thành lập theo khuôn mẫu Hội Hoàng gia Luân Đôn và hoạt động trong khuôn khổ Royal Charter (Hiến chương hoàng gia); như vậy Viện là một cơ quan độc lập, nhưng có sự chấp thuận của chính phủ.
Trụ sở Viện hàn lâm Khoa học Úc nằm trong tòa nhà Shine Dome ở thành phố Canberra. Viện là thành viên quốc gia của Hội đồng Khoa học Quốc tế (ISC).
Mục dích của Viện là thúc đẩy khoa học tiến triển, thông qua một loạt hoạt động, trong đó có việc khuyến khích và công nhận những đóng góp xuất sắc vào khoa học. Viện đã xác định 4 lãnh vực chương trình chủ yếu: 
- Công nhận những đóng góp xuất sắc vào khoa học
- Giáo dục và nhận thức công cộng
- Chính sách khoa học
- Quan hệ quốc tế

## Tòa nhà Shine Dome

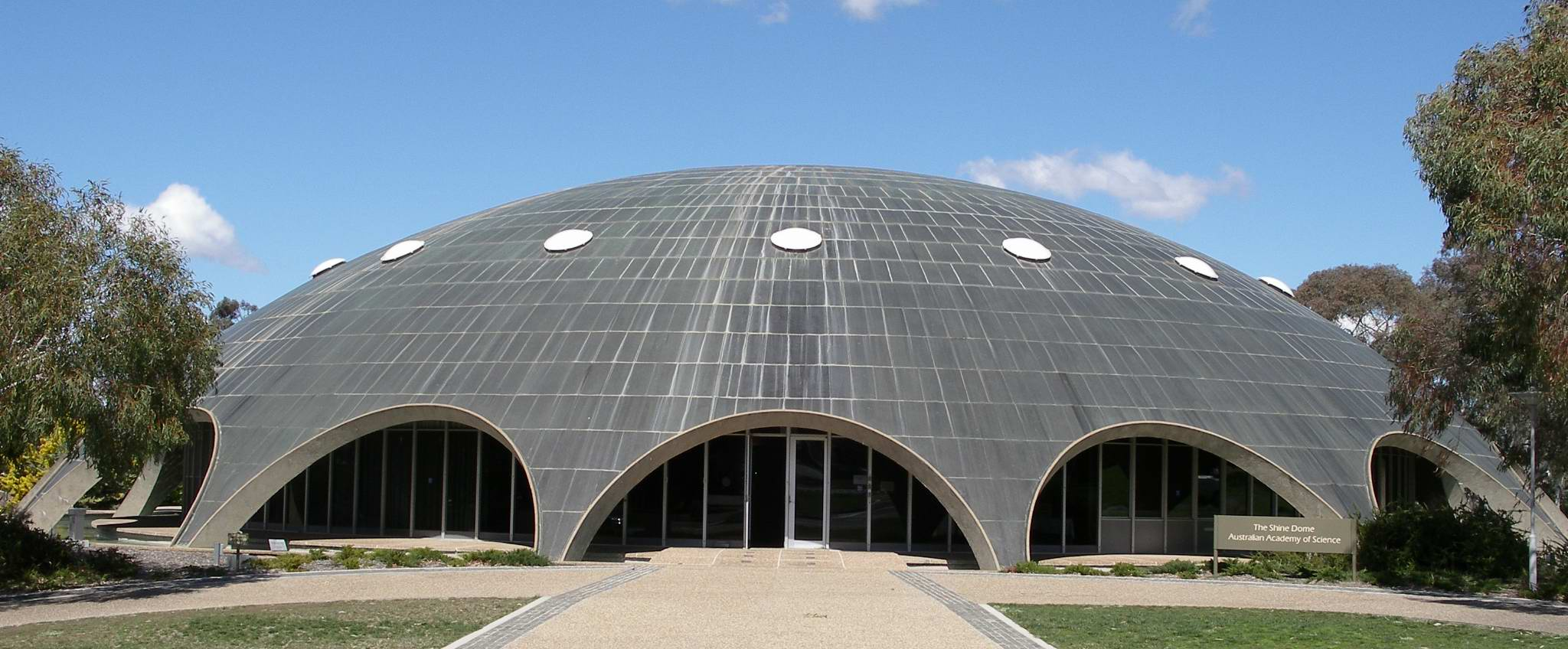
Shine Dome

## Hình ảnh

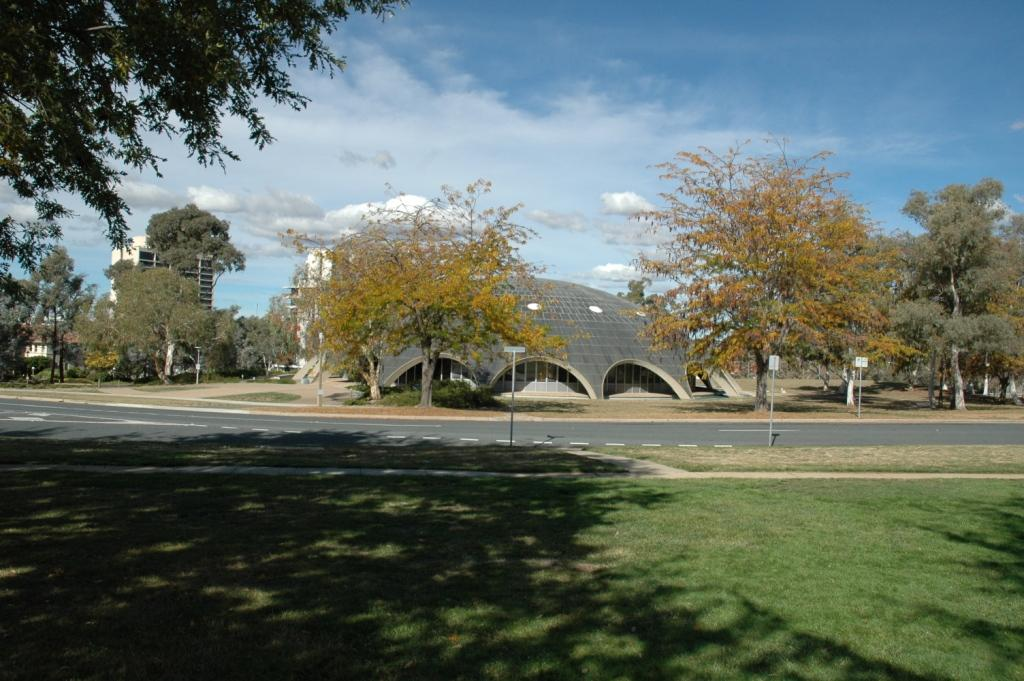
The Shine Dome viewed from the lawn of the National Film and Sound Archive.
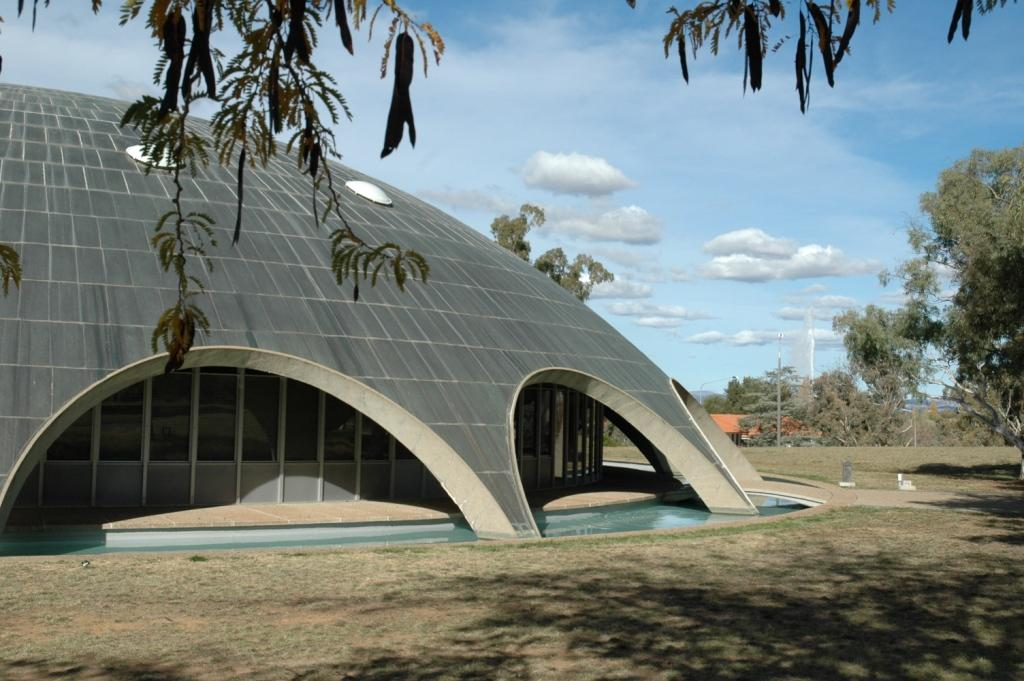
The base of the dome sits in a pond surrounding the building.
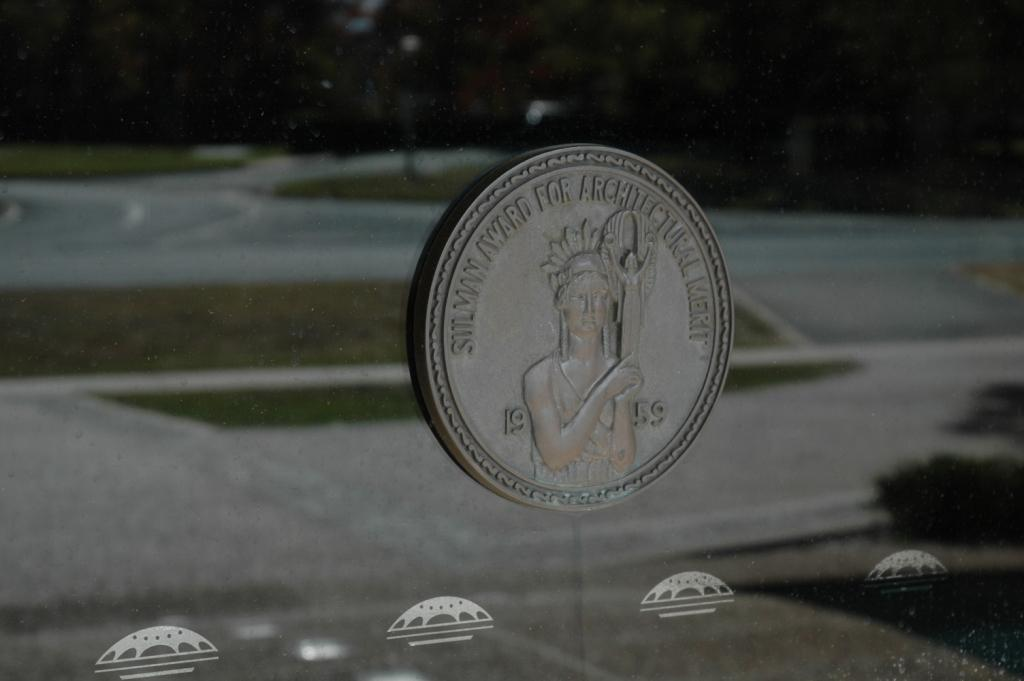
The Shine Dome was awarded the Sir John Sulman Medal for Architectural Merit in 1959.